# Rafael Arnaiz Barón
Rafael Arnaiz Barón, conegut també com a Hermano Rafael (Burgos, 9 d'abril de 1911 - Monestir de San Isidro de Dueñas, Venta de Baños, provincia de Palència, 26 d'abril de 1938), va ser un monjo trapenc, un dels grans místics del segle xx. És venerat com a sant per l'Església Catòlica Romana.

## Biografia
Nascut a Burgos, era el primer dels quatre fills de l'enginyer Rafael Arnáiz i Mercedes Barón, cronista de societat i crítica musical en diaris i revistes. Estudià al col·legi dels jesuïtes de Burgos i fou membre de la Congregació de María Immaculada. La família s'instal·là en 1923 a Oviedo. Va viure en un ambient benestant, i a casa seva es feien reunions i festes socials, en les quals Rafael es mostrava humil i modest. Va començar en 1929 els estudis d'Arquitectura a Madrid. Arran del contacte amb el seu oncle Leopoldo, duc de Maqueda i molt religiós, va aprofundir en la seva formació cristiana.

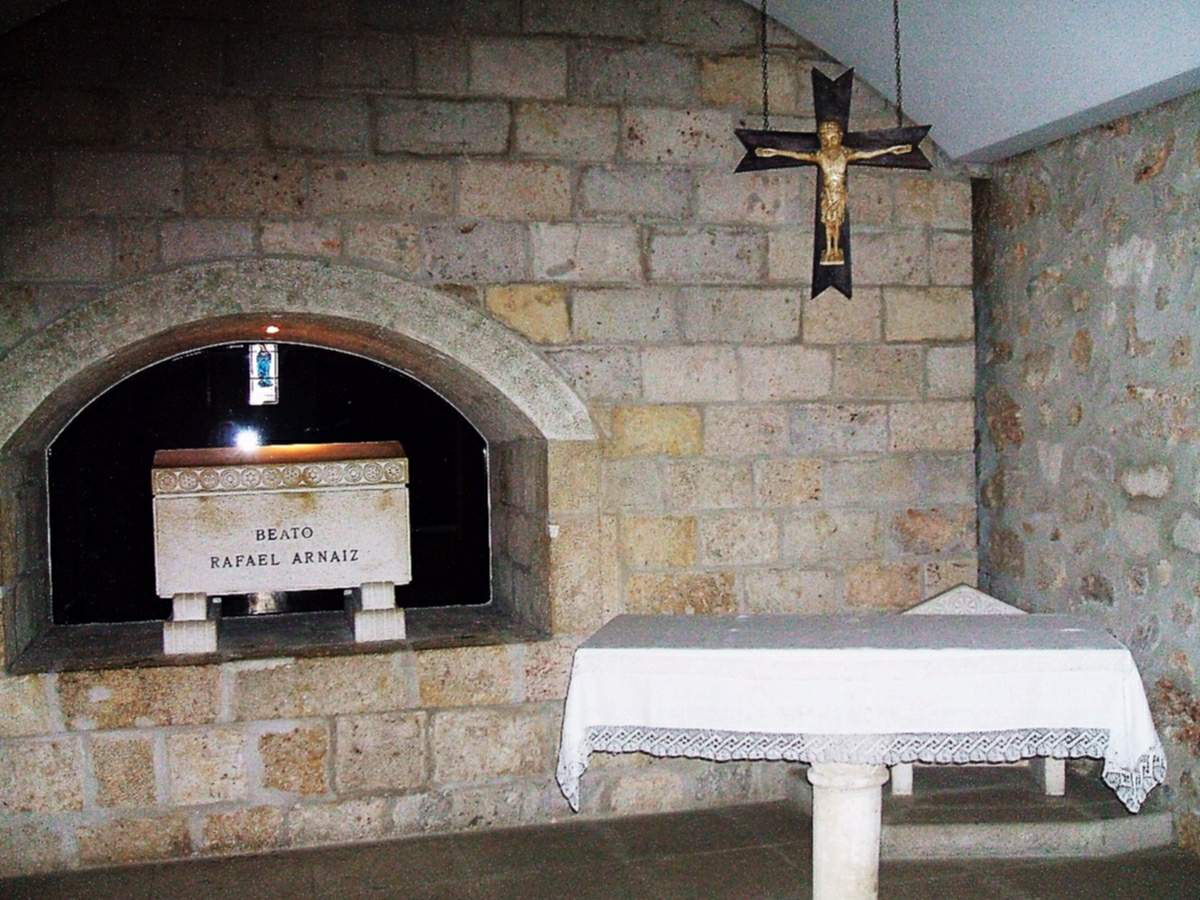
Tomba del sant a l'església del monestir de La Trapa.

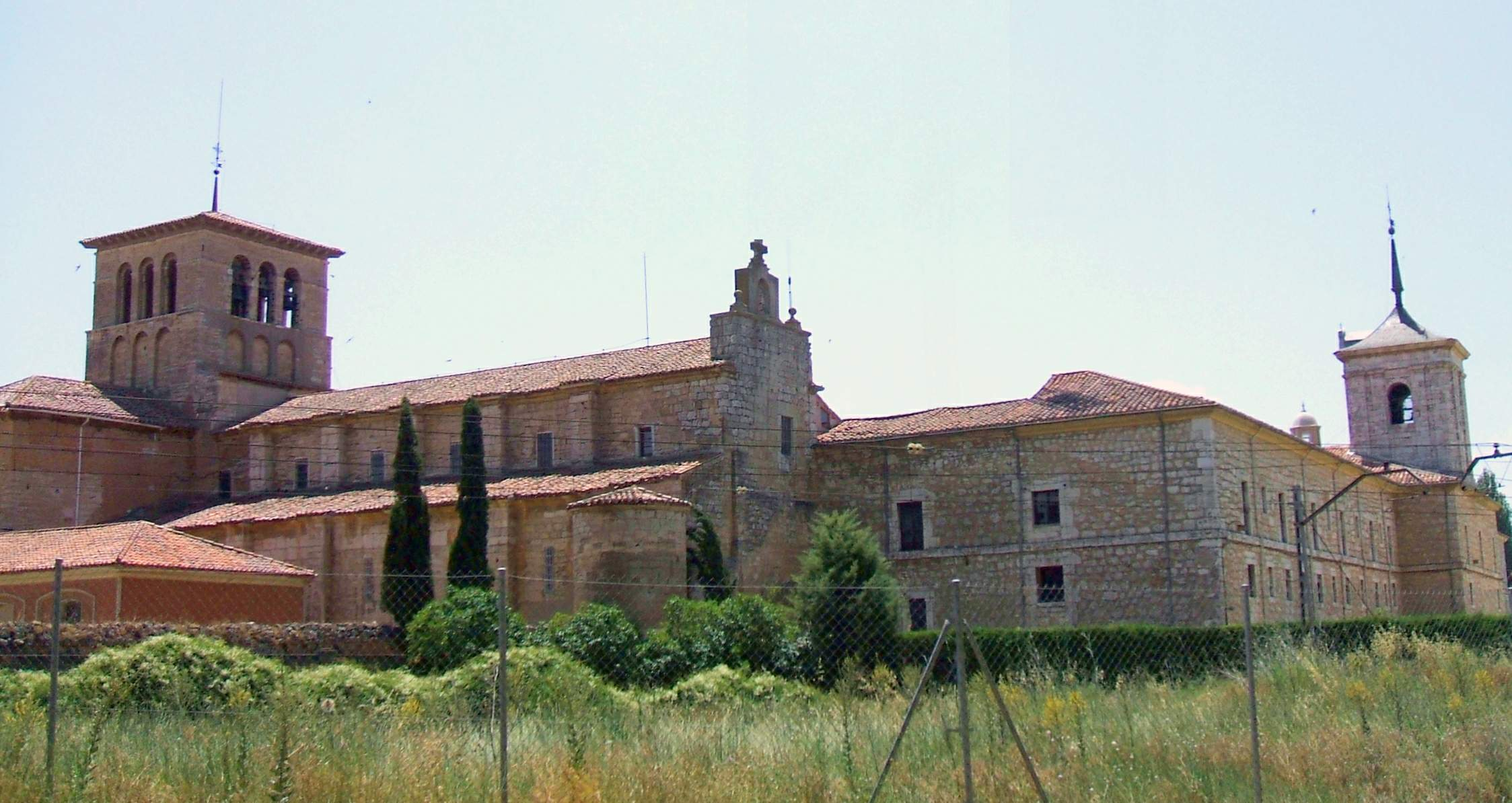
Monestir de La Trapa, a Venta de Baños.

Viatjà per Castella i Lleó i visità Salamanca. Aconsellat pel seu oncle, visità en 1930 el monestir de San Isidro de Dueñas, de trapencs, i es desvetllà en ell la vocació monàstica. Després de diverses visites i exercicis espirituals, Rafael demanà d'ingressar-hi, i ho feu després d'acabar el servei militar, el 15 de gener de 1934, prenent el nom de fra Maria Rafael. Quatre mesos després, però, va tenir una crisi greu de diabetis i hagué de tornar a Oviedo. En recuperar-se pogué tornar al monestir, però com a germà llec o oblat, ja que la malaltia no permetia que seguís l'estricta regla trapenca, pel règim alimentari que havia de seguir.
El setembre de 1936 fou cridat a files a Burgos, durant la Guerra civil espanyola, fins que el van declarar inútil per la malaltia. Tornà al monestir i del febrer al desembre de 1937, en una nova crisi, hagué de viure a Villasandino amb la seva família. De nou al monestir i veient proper el final de la seva vida, el 17 d'abril de 1938, l'abat l'imposà l'hàbit trapenc, perquè morís amb ell. Finalment, morí d'un coma diabètic el 26 d'abril. Fou sebollit al cementiri del monestir.

## Veneració
La beatificació s'incoà entre 1962 i 1967 a la diòcesi de Palència, i fou beatificat per Joan Pau II el 27 de setembre de 1992. El procés de canonització s'obrí en 2005, i el 21 de febrer de 2009, el papa Benet XVI n'aprovà la canonització, que va tenir lloc el dia 11 d'octubre a Roma.
El 13 de novembre de 1972 les restes del monjo foren portades a l'església del monestir.